# Lumină antisolară

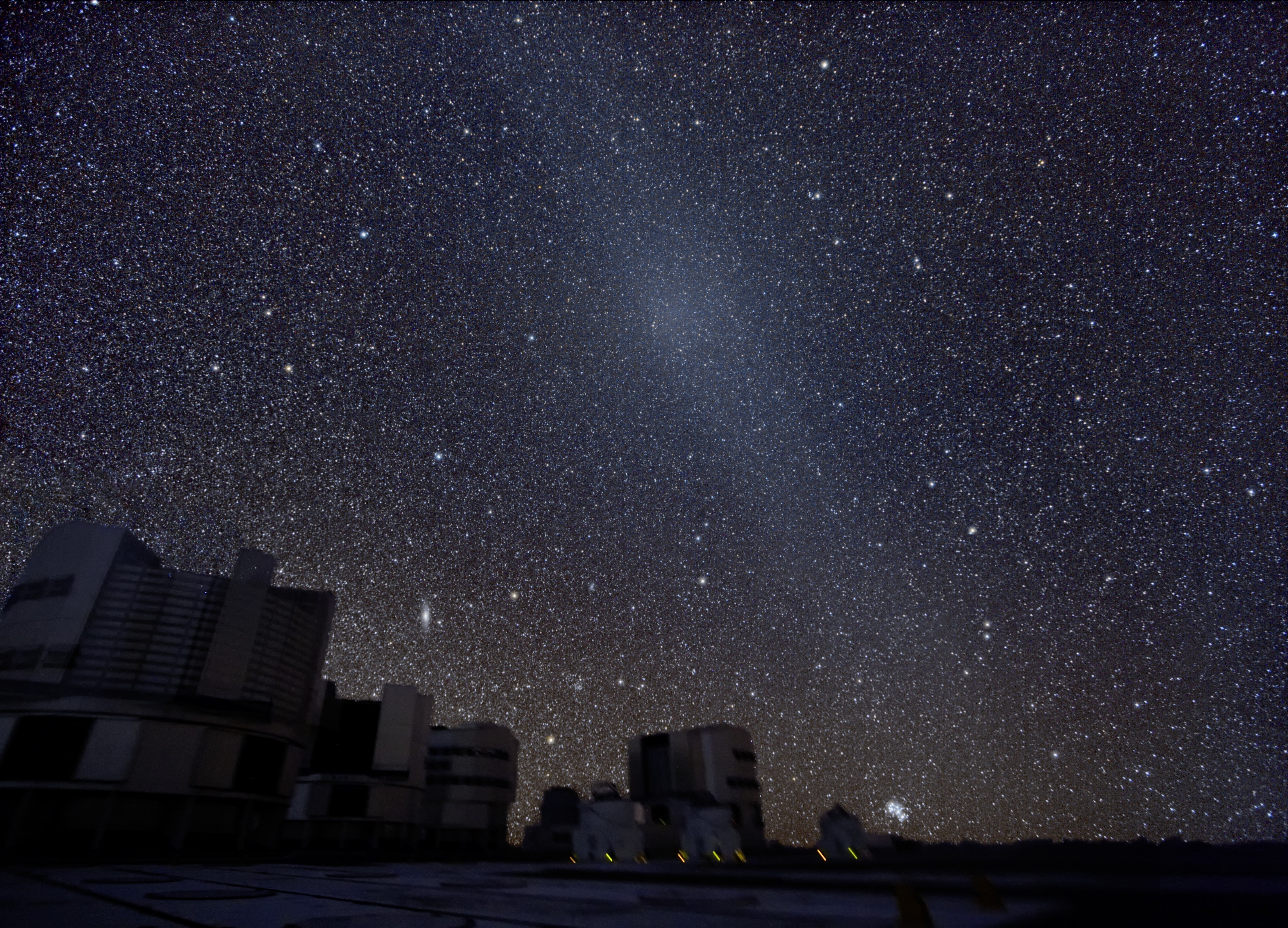
Lumină antisolară de forma unei benzi diagonale

Lumina antisolară este o regiune luminoasă a cerului nocturn, cu punctul maxim de strălucire situat pe ecliptică, în direcție opusă Soarelui.
A fost descoperită de Esprit Pézenas (1730) și denumită Gegenschein de Alexander von Humboldt (1803).
Este greu de detectat cu ochiul liber, iar strălucirea sa variază cu anotimpul, fiind minimă în martie și septembrie și maximă în iulie și noiembrie; perioada de cea mai bună vizibilitate este toamna, când lumina antisolară se proiectează în constelația Pisces, care este săracă în stele strălucitoare.
Una dintre explicațiile posibile ale acestui fenomen este formarea unui nor de particule, mai dens în punctul de librație al sistemului Soare-Pământ (situat în direcție opusă Soarelui, la 0,01 unități astronomice de Pământ), care reflectă lumina solară.
Mai probabil, lumina antisolară este prelungirea luminii zodiacale dincolo de orbita Pământului.
Spectrul acestei lumini este asemănător spectrului solar.
În observațiile efectuate, din afara orbitei terestre, cu ajutorul stației spațiale Pioneer 10, lumina antisolară apărea proiectată în direcție opusă Soarelui, dar era situată mult în afara orbitei terestre, strălucirea acesteia fiind invers proporțională cu distanța stației față de Soare.